# Ib Frederiksen
Ib Christian Frederiksen (født 9. august 1927 i Svenstrup, død 12. juni 2018 på Aalborg Sygehus) var en dansk politiker fra Socialdemokratiet, der var minister og borgmester, herunder amtsborgmester fra 1982-1997 i Århus Amt.
- Landbrugsminister i Regeringen Jens Otto Krag III fra 11. oktober 1971 til 5. oktober 1972.
- Landbrugsminister i Regeringen Anker Jørgensen I fra 5. oktober 1972 til 6. december 1973, fra 27. februar 1973 også fiskeriminister.

Ib Frederiksen startede sin politiske karriere i Mariager, hvor han blev Mariager Kommunes første borgmester efter kommunalreformen 1. april 1970, en post han fratrådte, da han blev landbrugsminister i oktober 1971.
Han rundede sin politiske karriere af i Mariager med en post som byrådsmedlem i det sidste byråd, der fratrådte ved den seneste kommunalreform 31. december 2006, da størstedelen af Mariager Kommune indgik i Mariagerfjord Kommune.
Han boede sammen med sin kone, Betty Frederiksen, ved Assens få km øst for Mariager til hendes død, få måneder før han selv døde. Han havde tre børn samt flere børnebørn og oldebørn.